# ريمون جبارة
ريمون جبارة (1 أبريل 1935 - 14 أبريل 2015) هو ممثل ومخرج مسرحي لبناني. مثل في فيلم الرسالة.

## النشأة والمسيرة
ولد ريمون جبارة في قرية قرنة شهوان في لبنان وتعلم في مدرسة الحكمة ودرس المسرح في باريس.

## أعماله

### مسرح
- 1970: لتمت ديسدمونة
- 1977: زرادشت صار كلبا
- 1982: ذكر النحل
- 1985: صانع الأحلام
- من قطف زهرة الخريف
- 2012: مقتل إنّ وأخواتها

### مسلسلات
- 1974: حول غرفتي

### أفلام[3]
- 1970: مائة وجه ليوم واحد
- 1976: الرسالة، دور "سنان الشاعر"
- الأخرس والحب
- لبنان رغم كل شيء